# Liszna (powiat leski)
Liszna – wieś w Polsce położona w województwie podkarpackim, w powiecie leskim, w gminie Cisna.
Wieś prawa wołoskiego w latach 1551-1600, położona w ziemi sanockiej województwa ruskiego. W latach 1975–1998 miejscowość należała administracyjnie do województwa krośnieńskiego.

## Części wsi
Z dniem 1 stycznia 2023 dotychczasowa część wsi Liszna, o nazwie Majdan, posiadająca SIMC 0347867, uzyskała status wsi.

## Historia
Wieś założona przed 1550, po raz pierwszy wymieniona w 1552 roku pod nazwą Ruszinow. Położona nad potokiem Rostoka lub Roztoczka, u jego ujścia do Solinki. W 1577 roku wymieniania pod nazwą Leszna, później Lisna i ostatecznie w XVIII–XIX wieku Liszna. Lokowana jako wieś prywatna na prawie wołoskim. Wchodziła do XVII wieku w skład klucza ciśnieńskiego dóbr hoczewskich Balów. W późniejszych latach w XVIII wieku własność Urbańskich, od ok. 1740 roku Fredrów, a od 1864 roku Flemmingów de Arnim. Podstawą utrzymania miejscowej ludności było tu kiedyś rolnictwo, leśnictwo i praca w hucie żelaza Fredrów w Cisnej (1800–1864). Wielki piec huty z namiarownią leżał w granicach Lisznej, na terenie obecnego Majdanu. Huta zakończyła działalność w 1864 roku i nie pozostały po niej żadne pozostałości. Przynajmniej od połowy XIX wieku w Lisznej istniał młyn wodny. W połowie XIX wieku właścicielem posiadłości tabularnej w Lisznej był Henryk hr. Fredro. W okresie międzywojennym w Lisznej znajdował się tartak parowy (na terenie Majdanu).
Drewniana cerkiew filialna pw. Ofiarowania NMP w Świątyni z 1835 roku została rozebrana w 1953 z przeznaczeniem materiału na budowę urządzeń granicznych. W 1935 roku zbudowano kapliczkę murowaną przy drodze przez wieś, na wysokości cmentarza, istniejącą do chwili obecnej. W południowej części wsi znajdowały się zabudowania dworskie.
W 1831 roku wieś miała 152 mieszkańców, w 1938 roku – 291 mieszkańców wyznania greckokatolickiego. W maju 1946 roku większość ludności została przesiedlona na Ukrainę, 27 kwietnia 1947 roku pozostała część została przesiedlona w ramach akcji Wisła na zachód, a zabudowania wsi spalono.

## Współczesność
W latach 60. w opuszczonej wsi zbudowano osiedle leśne. W 1995 roku było 13 domów i 114 mieszkańców. Dzisiejsza wieś składa się z osiedla leśnego oraz pensjonatu agroturystycznego „Dybasiówka”. Wieś należy do sołectwa Żubracze. Wieś graniczy z Roztokami Górnymi lokowanymi w 1559. Przez północny kraniec wsi przebiega DW897.